# Света Богородица Мавровска (католикон)
„Света Богородица Мавровска“ или Мавриотица (на гръцки: Ιερά Μονή Παναγία Μαυριώτισσα, Панагия Мавриотиса или Μεσονησιώτισσα, Месонисиотиса) е православна църква край град Костур, Егейска Македония, Гърция, католикон на едноименния манастир „Света Богородица Мавровска“. В 1924 година църквата с параклиса „Свети Йоан Богослов“ е обявена за паметник на културата.

## Архитектура
Църквата е изградена в 1082 година от император Алексий I Комнин (1081 – 1118). В архитектурно отношение е еднокорабна базилика с дървен покрив. На западната страна на сграда е оформен просторен квадратен притвор, а на източната е полукръглата стъпаловидна апсида на олтара.

### Живопис
Стенописите по външната фасада на католикона, изобразяващи императори, Дърво Йесеево и Свети Димитър и Свети Георги са от около 1260 година. Във вътрешността много от стенописите на северната и южната стена на църквата са унищожени при реставрационните дейности на храма. На част от източната стена има стенописи, датиращи от първата половина на XII век, а в друга част на същата стена и на цялата западна стенописите са от края на XII век (Успение Богородично, Разпятие). Забележителна от иконографска гледна точка е сцената „Страшния съд“, която се развива на източната и южната стена на притвора и е от края на XII век. Сцената „Кръщене“ под нея е малко по-късна. Авторите на стенописите произхождат от константинополско ателие. Външните стенописи Дърво Йесеево, императори и светците Димитър и Георги, са датирани около 1260 година.
От X век са входните резбовани дървени врати.
- Апостол Лука, стенопис от края на XI век